# Immensamente/Tu sei di me
Immensamente/Tu sei di me è un 45 giri di Umberto Tozzi del 1988.
"Immensamente" in questo singolo, è un'edizione remixata, dalla durata di circa 7 minuti. La versione corta, si trova nell'album Invisibile dello stesso anno.
"Tu sei di me" (registrata in un live), tratta dall'album del 1976, Donna amante mia.

## Tracce
1. Immensamente – 3:55
2. Tu sei di me – 2:15